# Dwór w Sadach Górnych
Dwór w Sadach Górnych – zabytkowy dwór w Sadach Górnych.

## Historia
Dwór pochodzi prawdopodobnie z XVIII w., jego właścicielami byli spadkobiercy Anny Eleonory von Reibnitz (von Badell). W latach 1882–1889 został przebudowany przez majora Adolpha Kehlerta. Do 1945 r. należał do Johanny Rensing. W drugiej połowie XX w. popadł w ruinę.